# Infurcitinea amseli
Infurcitinea amseli är en fjärilsart som beskrevs av Petersen 1957. Infurcitinea amseli ingår i släktet Infurcitinea och familjen äkta malar. Inga underarter finns listade i Catalogue of Life.